# Navarrevisca
Navarrevisca település Spanyolországban, Ávila tartományban. Navarrevisca Navalosa, Mijares, Villanueva de Ávila és Serranillos községekkel határos. Lakosainak száma 299 fő (2024).

## Népesség
A település népessége az utóbbi években az alábbiak szerint változott:
| Lakosok száma | 371  | 398  | 376  | 340  | 329  | 295  | 292  | 261  | 272  | 299  |
|               | 2001 | 2004 | 2006 | 2009 | 2011 | 2014 | 2016 | 2019 | 2021 | 2024 |